# Mosteiro de San Zoilo

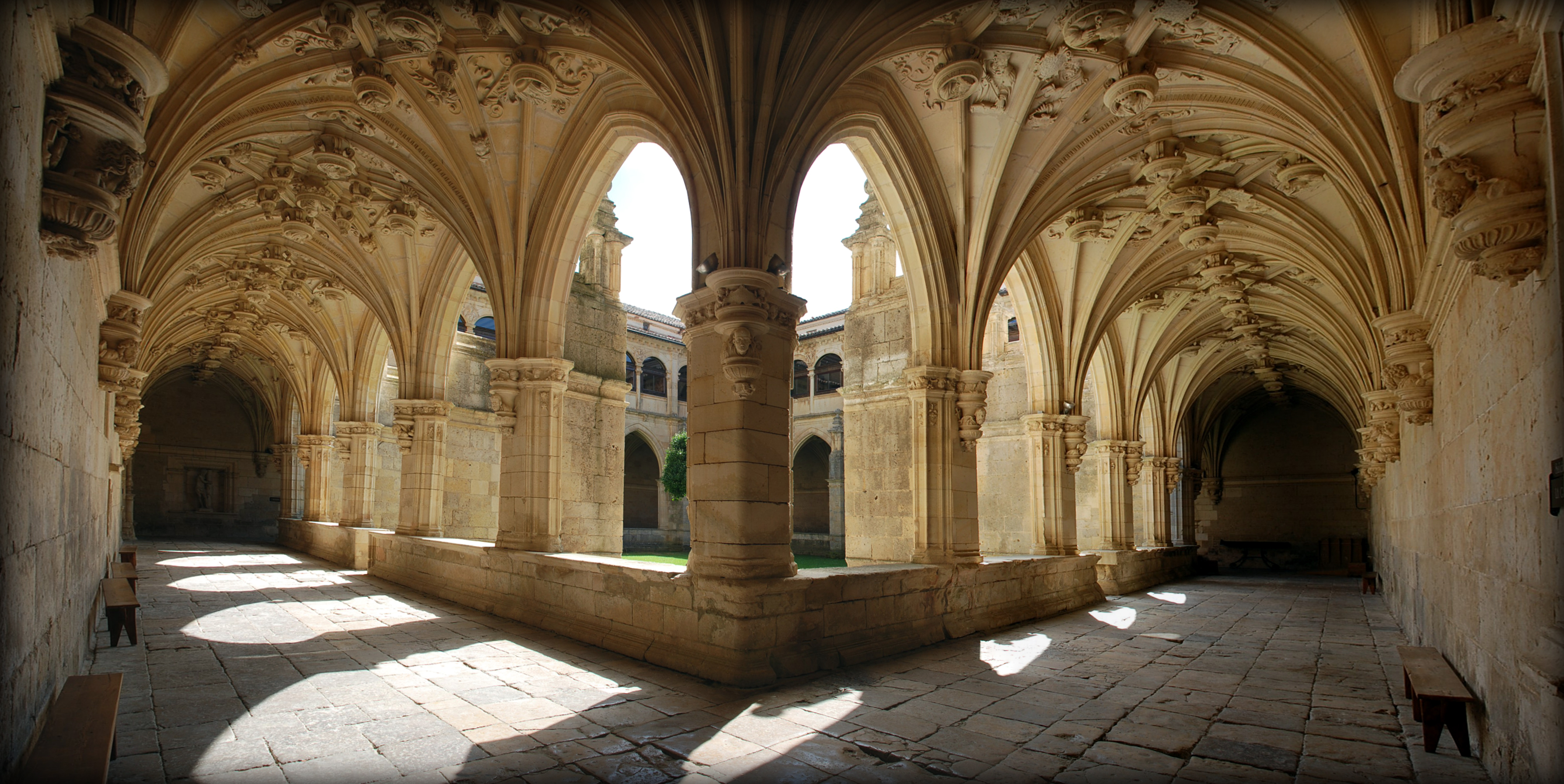
Claustros platerescos

O mosteiro de San Zoilo foi um mosteiro beneditino na Espanha entre os séculos X e XIX. Hoje, o complexo, às margens do rio Carrión em Carrión de los Condes, abriga um hotel de luxo. 
O elemento mais destacado do complexo monástico é o claustro , projetado por João de Badajoz, o Jovem em 1537 e concluído em 1604 com a participação de importantes artesãos que levantaram as suas paredes e esculpiram a sua profusa ornamentação de padres da Igreja, profetas, patriarcas, juízes, padres, heroínas, assim como figuras do Novo Testamento - apóstolos e evangelistas - e civis - reis, rainhas, imperadores e imperatrizes - assim como pontífices, cardeais, doutores, monges e santos. O claustro inferior de dois andares é articulado com cinco arcos ogivais entre grossos contrafortes prismáticos, enquanto o claustro superior abre-se com arcos semicirculares.

O claustro comunica com a igreja através de uma porta (6) com arco rebaixado entre colunas balaustradas.

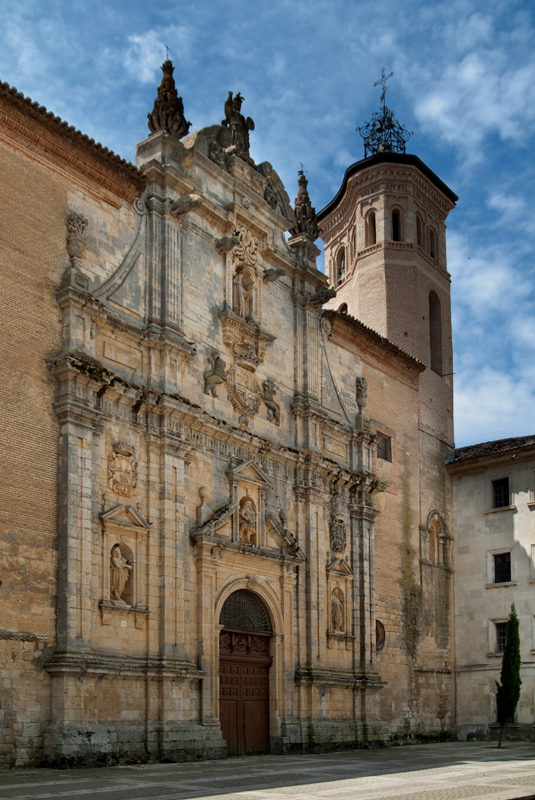
Fachada principal
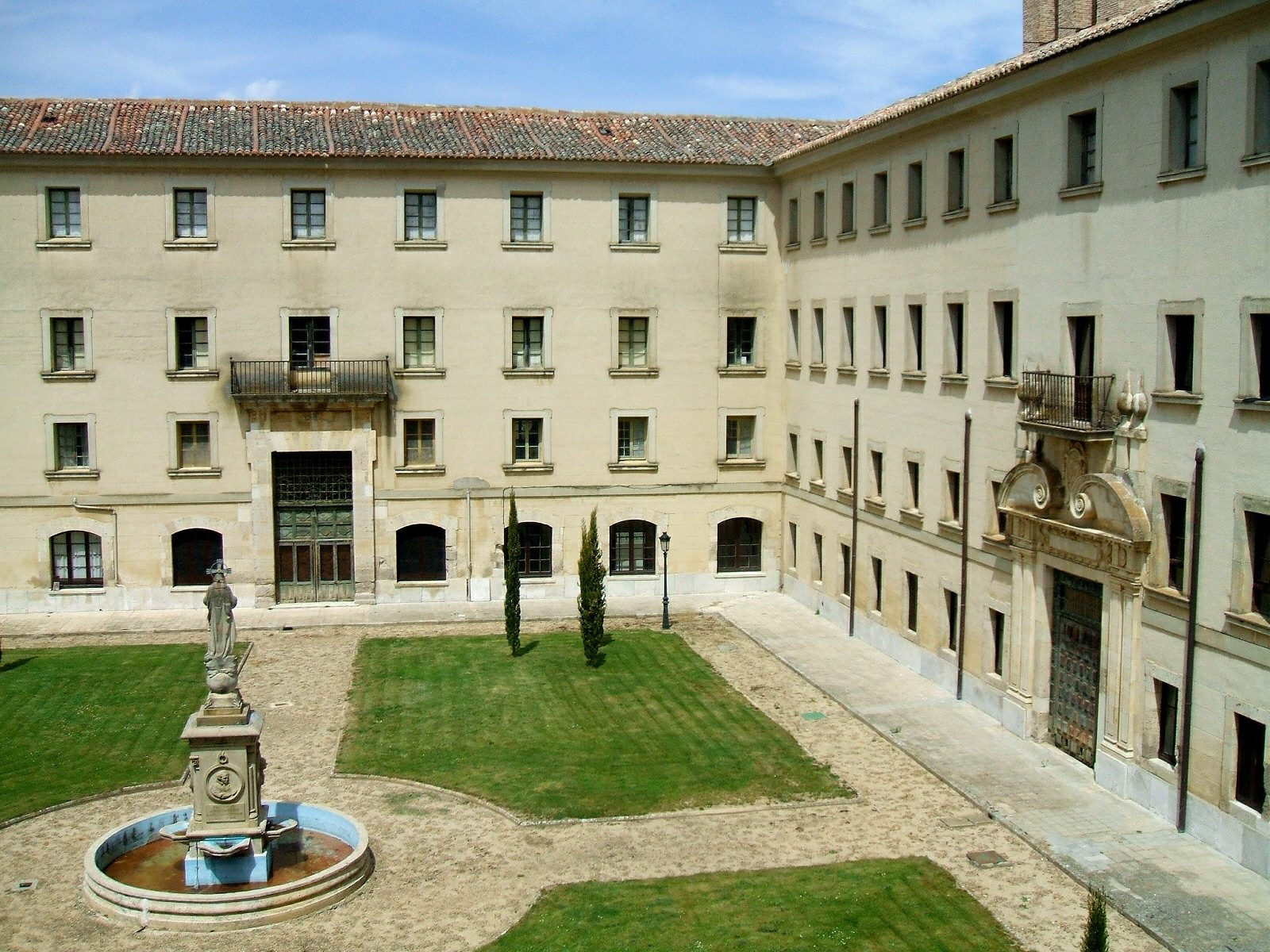
Pátio
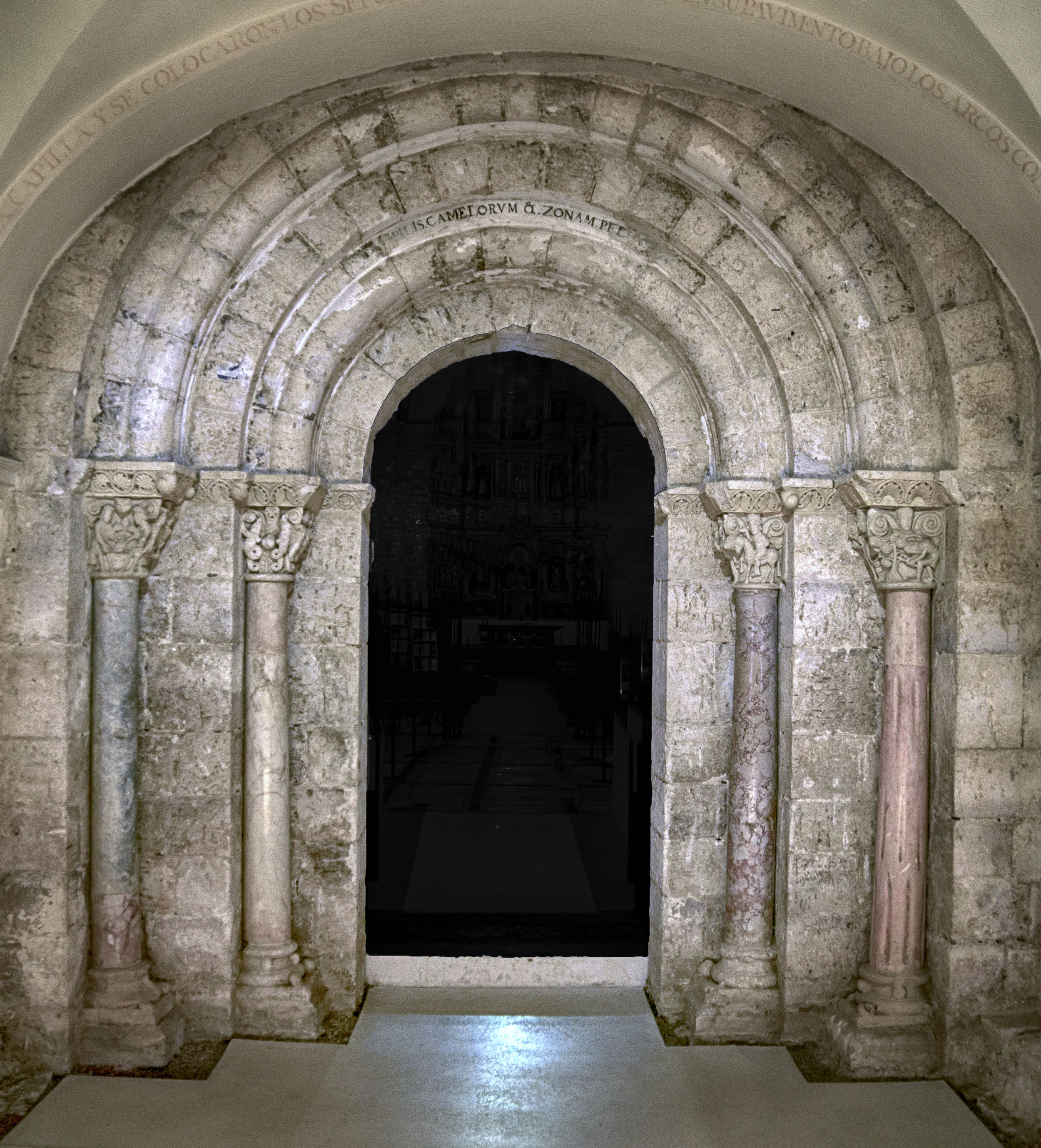
Porta românica
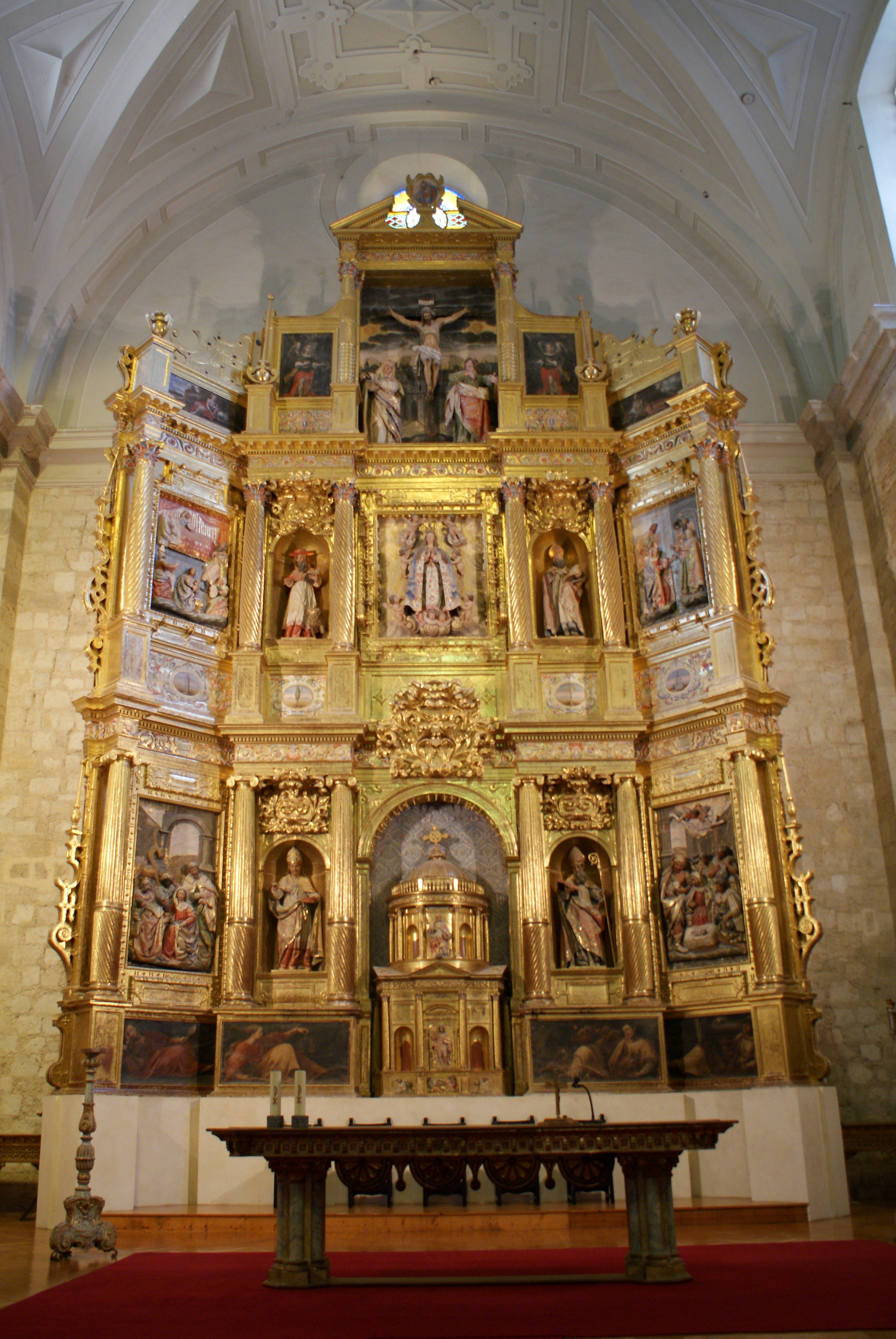
Retábulo maior ( retablo mayor )
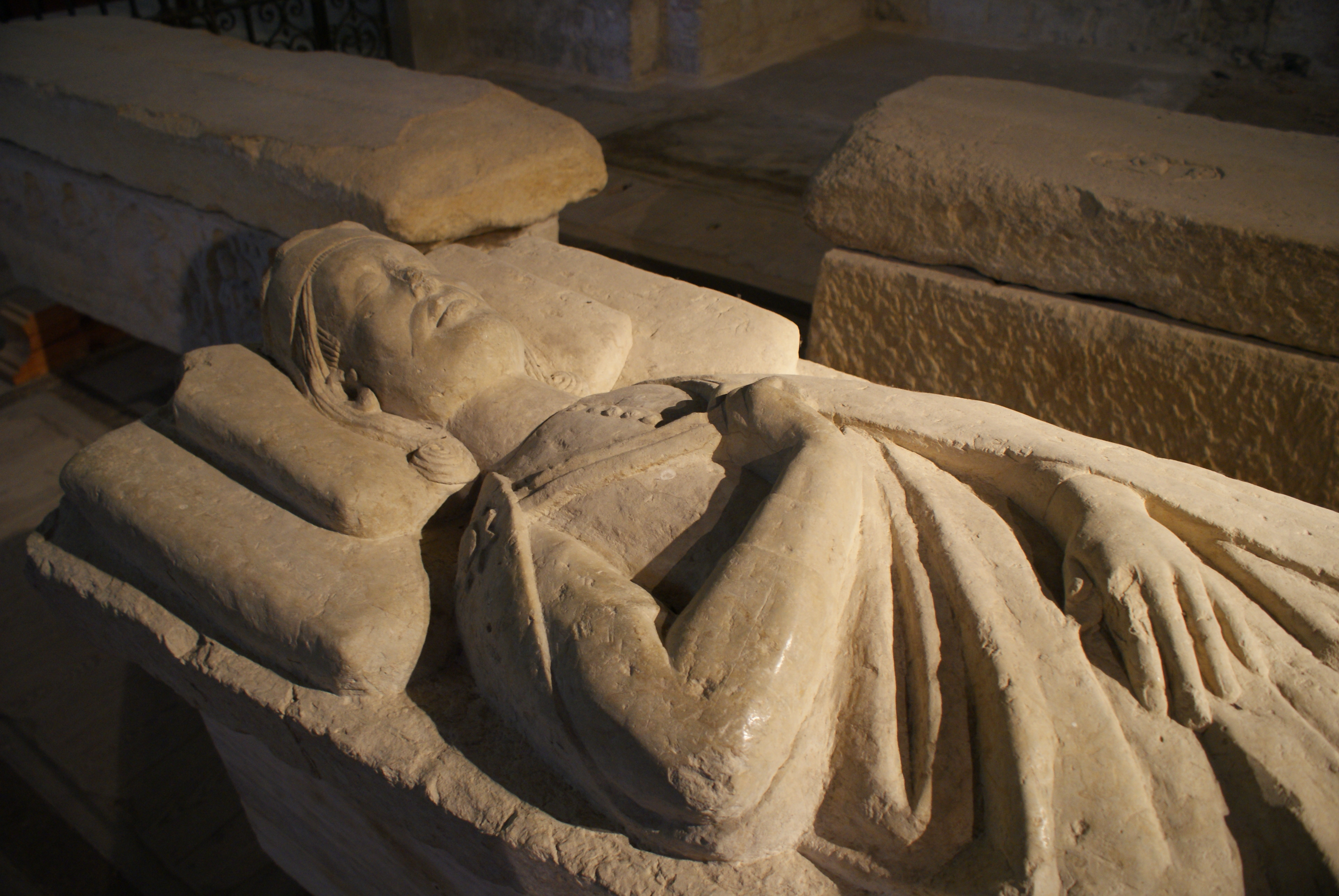
Sepulcro dos Banu Gómez
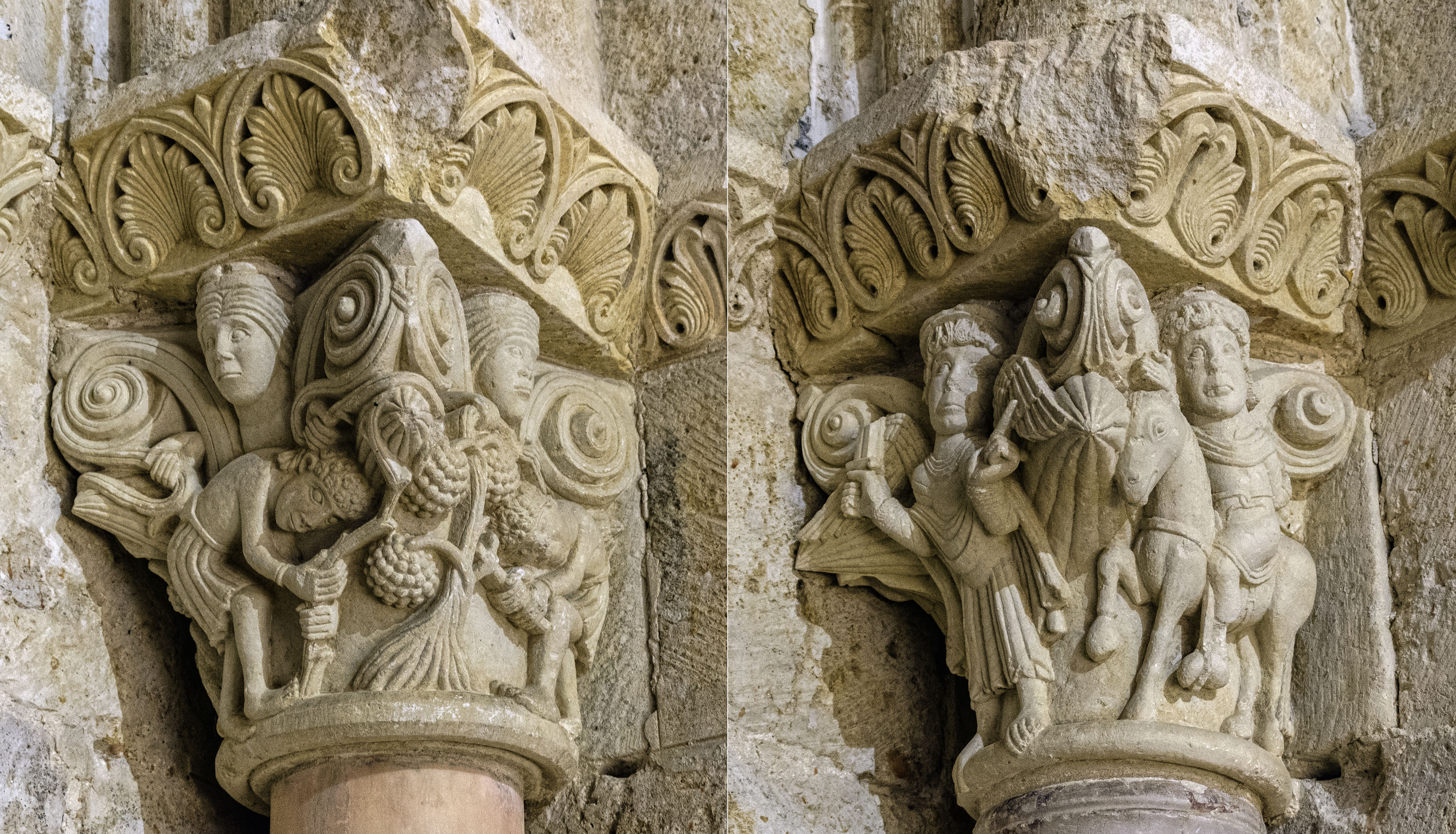
Capitais na igreja
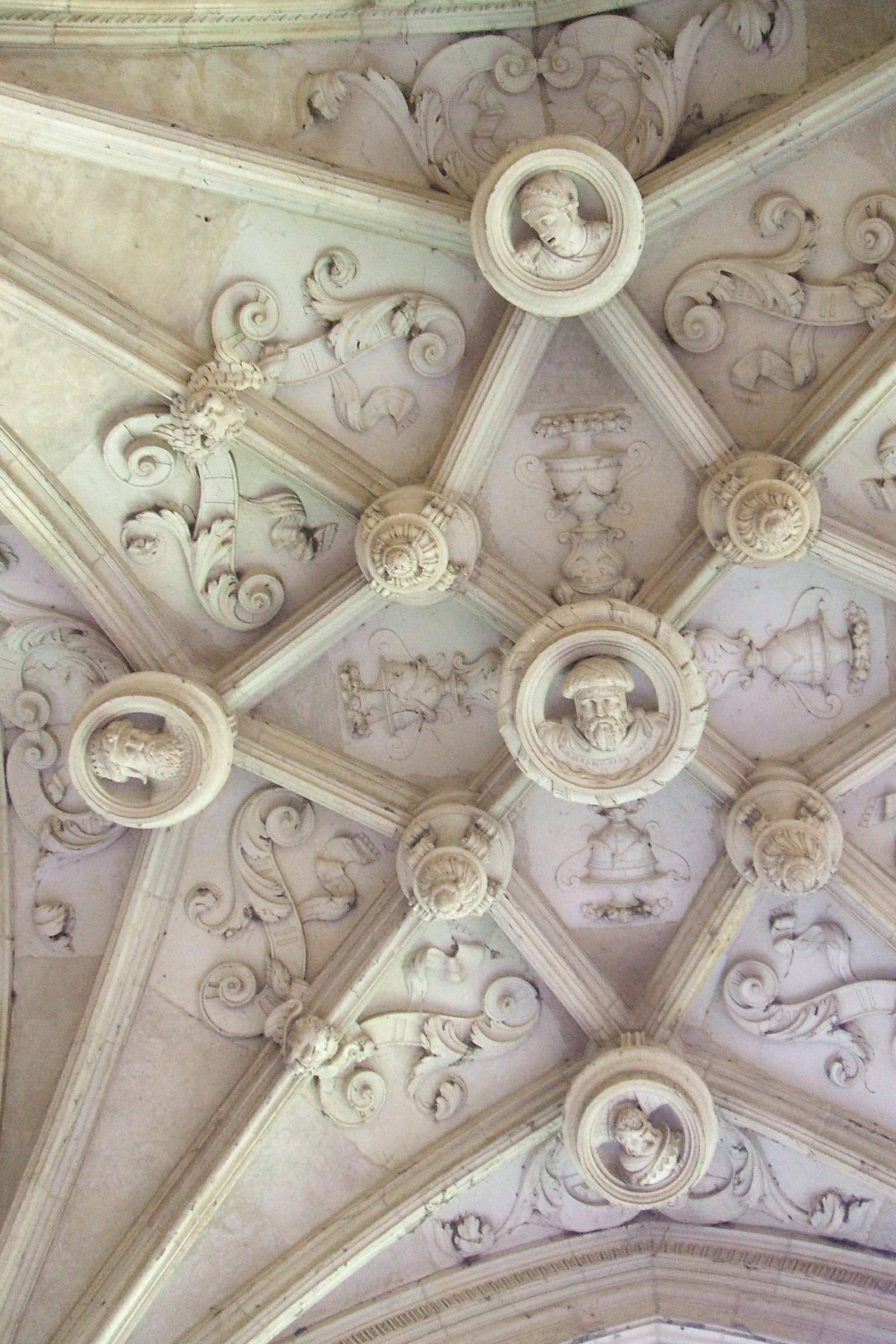
Pedras-chave esculpidas das abóbadas dos claustros